# Greater Beedelup National Park
Greater Beedelup National Park är en nationalpark i Australien.   Den ligger i delstaten Western Australia, i den sydvästra delen av landet, 3 000 kilometer väster om huvudstaden Canberra. Beedelup National Park ligger 167 meter över havet. Arean är 18,0 kvadratkilometer.
I omgivningarna runt Greater Beedelup National Park växer i huvudsak städsegrön lövskog.